# St. Antonius (Kirchstetten)

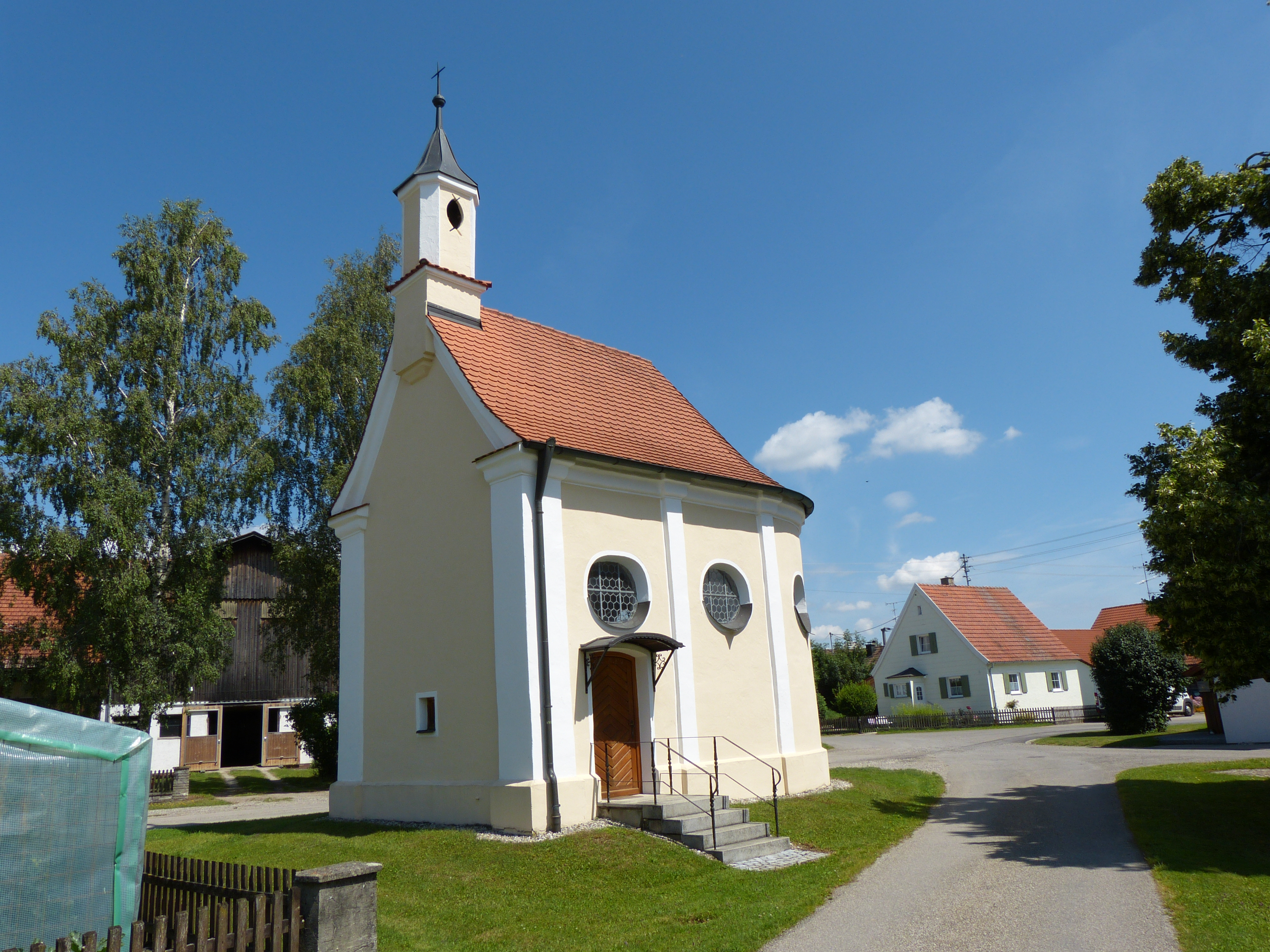
St. Antonius in Kirchstetten

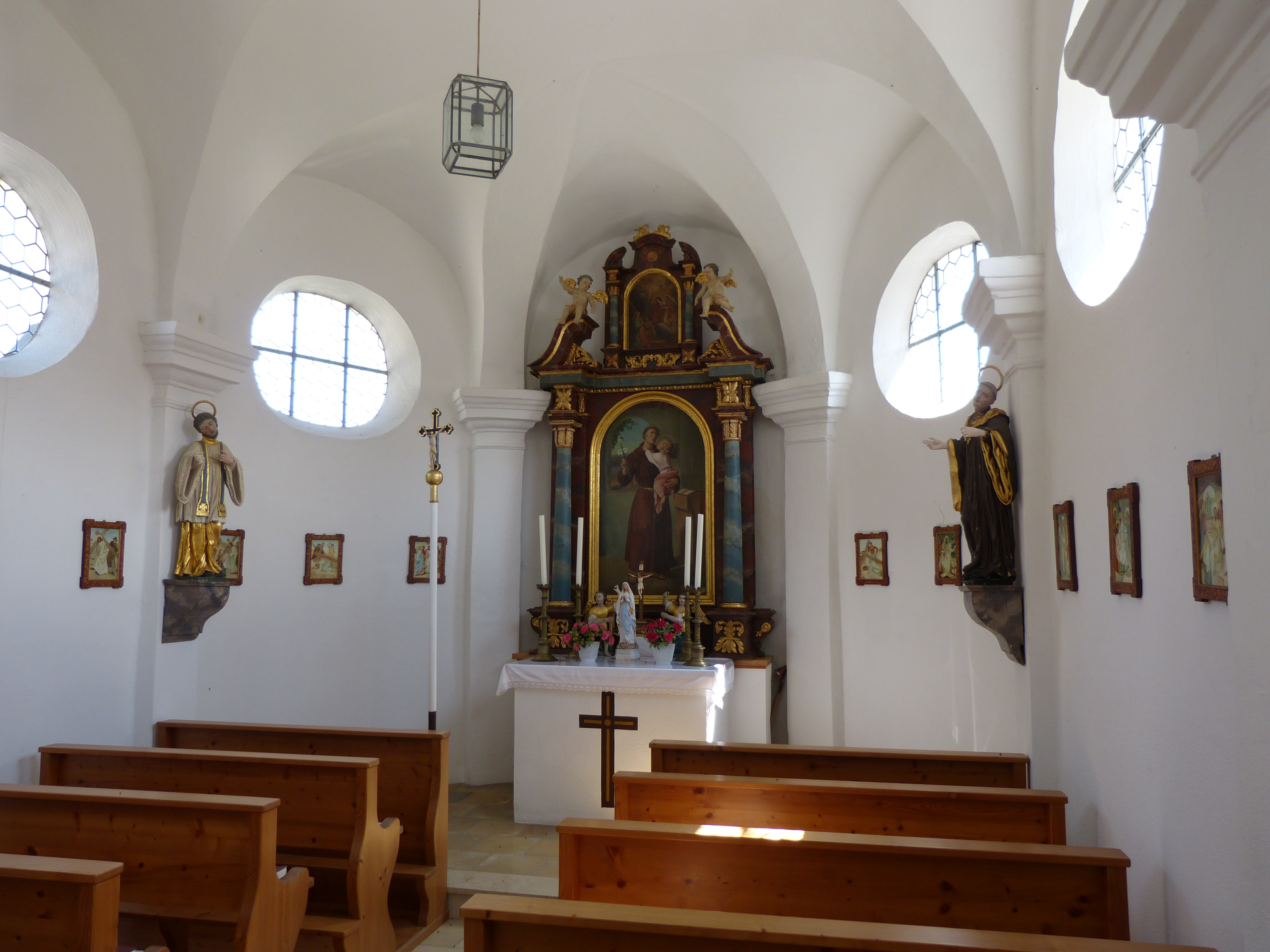
Innenansicht von St. Antonius in Kirchstetten

St. Antonius ist eine römisch-katholische Kapelle aus dem späten 17. Jahrhundert im oberschwäbischen Kirchstetten, einem Ortsteil von Kammlach.
Die mitten im Weiler gelegene Kapelle hat zwei Joche mit einem Halbkreisschluss. Die Wand ist durch toskanische Pilaster gegliedert. In den Westecken befinden sich schmale Pilaster und der Schluss ist in drei Achsen geteilt. Die Wölbung ist unbeholfen gemauert. Die beiden Kreuzgratgewölbe besitzen keine Gurte. Im Schluss berühren sich drei Kappen mit den verzogenen Spitzen im Scheitel und sind durch unregelmäßig verbreiterte Gurte getrennt. Die Querovalfenster liegen hoch, lediglich im Chorscheitel sind sie auf normaler Höhe. Südlich der Westachse befindet sich eine Rechtecktür. In der Westwand sind zwei kleine viereckige Guckfenster eingelassen. Das äußere besitzt eine achsenweise Gliederung durch Lisenen über einem verkröpften Sockel. Das doppelte karniesförmige Traufgesims ist ebenfalls verkröpft. Die Türe befindet außen in einer Stichbogennische. Die Westwand wird von breiten Lisenen mit Gesimsstücken begrenzt. An den Giebelschrägen befindet sich ein kräftiges, gekehltes Gesims. Der Dachreiter steht auf einem quadratischen, vor der Giebelspitze auf Profilen leicht vorkragenden Sockel. Das achteckige Oberteil  schmalen Diagonalseiten in den Hauptseiten besitzt Hochovalöffnungen. Die östliche Öffnung setzt sich mit kreuzförmigen Lichtschlitzen in den beiden Scheiteln fort. In den Scheiteln überschneiden sich seitlich die Laibungen. Die Kapelle besitzt ein profiliertes Traufgesims am Sockel und Oberteil sowie einen blechgedeckten Spitzhelm.
Der hölzerne Altar stammt aus der Zeit gegen Ende des 17. Jahrhunderts, ist braun marmoriert mit Golddekor. Auf den geschweiften Segmentbogenstücken des zweisäuligen Aufbaus sitzen Putten, die wohl aus dem 18. Jahrhundert stammen und  nachträglich eingefügt wurden. Das um 1900 geschaffene Altarbild ist rundbogig geschlossen und zeigt den heiligen Antonius. Der zweisäulige Auszug besitzt ein gegen Ende des 17. Jahrhunderts gemaltes Auszugsbild mit dem Thema Mariä Verkündigung. Die Segmentgiebelstücke besitzen einen mittleren Schweifgesimsaufsatz.
Das Gestühl der Kapelle mit geschweiften Brettwangen stammt wohl aus dem 18. Jahrhundert. Die Holzfiguren der Kapelle sind alle gefasst. An den Pilastern beiderseits des Altars befindet sich der heilige Johannes Nepomuk und ein heiliger Leonhard, die beide um 1720 geschaffen wurden. Auf den Kapitellen der Pilaster zu beiden Seiten des Altars knien Engel aus der ersten Hälfte des 18. Jahrhunderts. Das Kruzifix stammt aus der Zeit gegen 1520 bis 1530. Ein auf Holz gemaltes Votivbild mit der Inschrift „Anno 1742 Uerlobt diße Taffel Hie Hero Antoniu / Leinauer ab Dem obern berg Negs Loppenhausen / Uor ein krancken Uich sagt gott ewigen Danck. 18.“. wurde 1944 aufgefrischt.